# Toti Ciliberto
Salvador Maximino Ciliberto (Buenos Aires, 25 de mayo de 1961 - San Martín, Argentina; 1 de abril de 2025), más conocido como Toti Ciliberto, fue un actor, humorista y profesor de educación física argentino. 
Conocido por ser uno de los integrantes del elenco del recordado programa de humor argentino Videomatch, en donde interpretó a varios personajes como "Riquelme" y el "premio Martín Fierro" (una parodia en modo homenaje al conocido galardón homónimo). 

## Carrera
Con voz gastada y un rostro característico hecho para la comedia, Ciliberto inició su carrera en 1992, de la mano de Marcelo Tinelli, en el programa Videomatch, donde cumplía roles secundarios y humorísticos mediante decenas de sketchs.
Criado en una familia humilde, antes de comenzar su extensa carrera en la pantalla chica se dedicó a su primera profesión, como profesor de educación física en San Martin, Buenos Aires, ciudad en la que residía. También fue preceptor en una escuela, dio clases en un instituto terciario, trabajó en un corralón, en una sedería, en una fábrica de plástico y en un taller mecánico. Su otra gran pasión era el fútbol, fervoroso simpatizante del Club Atlético Chacarita Juniors.
En 1997, le llegó la oportunidad de conducir, en Telefe, junto a  Leonardo Montero, el programa Adivina adivinador, un programa basado en descubrir a través de preguntas, quién es el verdadero profesional, entre otras personas que disimulaban serlo. A este ciclo lo conducía caracterizado como Riquelme, un hombre paraguayo, que personificaba con una musculosa blanca y peluca.
En el 2013, encabezó el mítico programa dirigido por Gerardo Sofovich, La peluquería de don Mateo, junto a René Bertrand.
En cine integró el reparto de películas como Vivir intentando, junto al grupo juvenil Bandana; Brigada explosiva; misión pirata con Emilio Disi, Gino Renni, Luciana Salazar, Bicho Gómez y La Hiena Barrios, y Cuatro de copas acompañando a Pablo Yotich y Federico Luppi.

## Muerte
Murió la madrugada del 1 de abril de 2025 de un paro cardíaco en el hospital Thompson de San Martín, donde se encontraba internado tras sufrir una hemorragia intestinal.

## Filmografía

### Cine
| Año  | Título                           | Personaje             | Director          |
| ---- | -------------------------------- | --------------------- | ----------------- |
| 2003 | Vivir intentando                 | Beto (padre de Lissa) | Tomás Yankelevich |
| 2007 | Brigada explosiva: misión pirata | Poto                  | Rodolfo Ledo      |
| 2012 | Cuatro de copas                  | Padre                 | Pablo Yotich      |
| 2023 | Los bastardos                    | Propietario           | Pablo Yotich      |
| 2024 | Esa Semana Juntos                | Renzo                 | Pablo Yotich      |

### Televisión[7]
| Año       | Título                     | Personaje                       | Canal              |
| --------- | -------------------------- | ------------------------------- | ------------------ |
| 1992/2000 | Videomatch                 | Diferentes personajes           | Telefé             |
| 1997      | Adivina adivinador         | Conductor                       | Telefé             |
| 1999/2005 | Mar de fondo               | Diferentes personajes           | TyC Sports         |
| 2001      | Poné a Francella           | Diferentes personajes           | Telefé             |
| 2002      | Dadyvertido                | Diferentes personajes           | Telefé             |
| 2003      | Soy gitano                 | Walter Marcelo "Tomate" Barraza | El Trece           |
| 2004      | La peluquería. 40 años     | Don Mateo                       | Canal 9            |
| 2004      | Videomatch                 | Martin Fierro                   | Telefe             |
| 2005-2006 | Showmatch                  | Diferentes personajes           | Canal 9 y El Trece |
| 2008      | Paraíso terrenal           | Diferentes personajes           | El Trece           |
| 2009      | Showmatch                  | Diferentes personajes           | El Trece           |
| 2011      | Esta noche con Moria Casán | Asistente de Rita Turdero       | Magazine           |
| 2011      | Víndica                    | Marcos                          | TDA                |
| 2013      | La peluquería de don Mateo | Don Mateo                       | Magazine           |
| 2015-2016 | Showmatch                  | Martin Fierro, Hugo Moyano      | El Trece           |
| 2016      | Educando a Nina            | Oficial                         | Telefé             |
| 2016      | Loco por vos               | Taxista                         | Telefé             |
| 2017      | Fanny la fan               | Aníbal                          | Telefé             |
| 2019      | Showmatch                  | Personal de humoristas.         | El Trece           |

## Teatro
- 1989: Hamlet. Estrenada en el Teatro San Martín.
- 2004: Diferente. Teatro Lola Membrives junto a Florencia de la V, Pamela David, Rolo Puente, Silvina Luna, Martín Russo, Pablo Skert, Daniel Fernández, Ricardo Pald y elenco.
- 2008: Varieté para María Elena - Teatro Tabaris junto a Eunice Castro, Aníbal Pachano, Adrián Guerra, Marixa Balli, Martín Russo, Fátima Florez, Los Winter, Julieta Oriol y La Barby.
- 2017: Culpables por error - Teatro Premier junto a Tristán, Daniela Cardone, Alacrán, Sabrina Ravelli, Tamara Bella, Juan Carlos Velázquez y Leonela Ahumada.
- 2020: Noche de Humor, con Eber Ludueña y Chiqui Abecasis.[8]

## Premios
- 1996: Premios Martín Fierro, Mejor Revelación, Videomatch, Telefe.